# Hiroki Suzuki
Hiroki Suzuki (鈴木 拡樹 Suzuki Hiroki?,  Prefectura de Osaka, Japón, 4 de junio de 1985) es un actor y seiyū japonés, afiliado a Awesome Inc. Suzuki debutó como actor en 2007, interpretando el personaje de Reira en la adaptación a serie de imagen real del manga Fūma no Kojirō. Su debut como seiyū se produjo en 2019, dando voz a Hyakkimaru en el anime Dororo.

## Biografía
Suzuki nació el 4 de junio de 1985 en la Prefectura de Osaka, Japón. Tras su debut como actor en 2007, comenzó a trabajar tanto en televisión como en teatro. En 2008, Suzuki apareció en su primera obra teatral, una adaptación de Fūma no Kojirō, donde volvió a interpretar a Reira. Más tarde ese mismo año, interpretó su primer papel principal en el musical Saiyuki, donde interpretó a Genjo Sanzo. En 2009, protagonizó la serie Kamen Rider Decade en el papel de Kazuma Kendate / Kamen Rider Blade. A finales de julio de 2011, Suzuki abandonó su agencia de aquel entonces, Junes Corporation, y al año siguiente se unió a su actual compañía, Awesome Inc.

## Filmografía

### Televisión
- Fūma no Kojirō (2007) como Reira
- Here is Greenwood (2008) como Kisaragi Shun
- Jūken Sentai Gekiranger (2007) como Jan Kandou/Gekired
- Kamen Rider Decade (2009) como Kendate Kazuma/Kamen Rider Blade
- Koisuru Watashi no Bakery (2012) como Tabata Fusanosuke
- Yowamushi Pedal (2016) como Yasutomo Arakita[5]
- Snipe (2016) como Nishi Kosuke
- Suits como Brand (voz)
- Mushikago no Joumae (2019) como Kagoroku[6]

### Películas
- Kamen Rider x Kamen Rider W & Kamen Rider Decade Movie Great War 2010 (2009) como Kendate Kazuma/ Kamen Rider Blade
- Light Novel no Tanoshii Kakikata (2010) como Ishikiri Kiyomaru
- Destiny - Enishi (2011) como Jun
- Ike! Danshi Kōkō Engeki-bu (2011) como Hyoshitsu
- Burial Shop Mochizuki (2016) como Mochizuki Koji
- My Human Defects (2017)
- Coco (2018) como Residente de la tierra de los muertos/Hombre con maíz (voz) (Doblaje Japonés)[7]
- Touken Ranbu (2019) como Mikazuki Munechika[8]

### Anime
2019
- Dororo como Hyakkimaru

### Teatro
- Fūma no Kojirō  - Reira
- Gakuen Heaven BOY'S LOVE SCRAMBLE!~ Bell Liberty ★ Prince ~" (2008) - Saionji Kaoru
- Saiyuuki Kagekiden - Go to the West - (2008) - Genjyo Sanzo
- 30-DELUX The Eighth Live "Familia" (2008) - Kamura
- Afro13 "Death of Samurai" (2008) - Izuna
- Saiyuuki Kagekiden - Dead or alive - (2009) - Genjyo Sanzo
- Ludovic★Vol.4 "Little Alice - The timetable of a boy named Alice" (2009) - Griffon
- Dramatic Review - L`OPÉRA FRAGILE (2009) - Takeshi
- Good morning, uncle (2009) - Hanamura Takashi
- Shonen company "Romeo and Juliet" (2009) - Juliet
- Ludovic★Vol.5 "ROMEO ~Visitors at midnight~" (2009) - Jan
- Gekidan taishu shousestuka "BLUE SKY GRACE" (2009) - Shota
- Nano square ash head (2009) - Kagurazaka Isamu/ Cinderella
- Be with Produce Recitation LOVE × LETTERS (2010) - Kaito/ Misora/ Daichi
- "White Tiger Force" the idol (2010) - Genichiro Hajime
- Ludovic★Vol.6 "HAMLET The kiss of a blue rose" (2010) - Klaus
- Opera Utakata (2010) - Takeshi
- Love, beyond time ~ The destiny of a far away space-time (2010) - Sakuramaru
- abc★ Akasaka Boys Cabaret - First part ~Kokoro goto nuge!~ (2010)- Furugoori Yasuyuki
- Gekidan VitaminX ~Legend of Vitamin~ (2010) - Fuumonji Goro
- Makai tensho (2010) - Date Sajuro
- EVE ~ Bystanders of history ~ 2012 (2010) - Special guest appearance
- Hanasakeru Seishonen 〜The Budding Beauty in The Oriental Blue Wind〜 (2011) - Somand
- Hanaoni - Flower demon (2011) - Takatsuki Reiji
- The Butterfly Effect Chronicle "Blood Heaven 〜Seventh Heaven~" (2011) - Macaulay
- abc★ Akasaka Boys Cabaret - Second part ~ Katsu! & Katsu! (2011) - Furugoori Yasuyuki
- Love whispered me to kill (2011) - Tsuruta Seijiro
- Conton club ~ image5 ~ (2011)
- "In the Forest, Under Cherries in Full Bloom" (2011) - Reader (Princess Tsumiyori)
- Koisuru Watashi no Bakery (2011) - Tabata Fusanosuke
- "Yowamushi pedal" (2012) - Yasutomo Arakita
- ASHES AND THE DIAMOND〜Sight of the darkness (2012) - Sapphire
- The Butterfly Effect Chronicle: Labyrinth (2012) - Macaulay
- abc★ Akasaka Boys Cabaret - Third part - Jibun ni katsu wo irete katsu!~ (2012) - Furugoori Yasuyuki
- Shuwacchi! ~My aim is Prince of Tights~ (2012) - Matsudaira Tsukasa
- SAMURAI banka 2012 ~Boshu Bakumatsu version~ (2012) - Kenta
- The Tale of Genji x Oguro Maki songs ~ I fall in love with twelve (2012) - Koremitsu
- Ludovic★Vol.8 "Little Alice - The timetable of a boy named Alice" (2012) - Dyna
- A Study in Scarlet (2012) - Dr. Watson
- "Prayer" - A story about goodbye and new encounters in a cold night (2012)
- "First love" (2012)
- SAMURAI banka II ~ Kishuu's soul (2012) - Shichirobee
- "Tails' freinds" Dog college (2012) - Genshiro
- "Christmas Carol" (2012)
- "Yowamushi pedal - Hakone Academy Chapter ~ Sleeping Straight Line Demon" (2013) - Yasutomo Arakita
- "Hakuouki" Okita Souji version (2013) - Nagumo Kaoru
- Tokyo eccentric fellow exposition (2012) - Kinoshita
- The Butterfly Effect Chronicle "Blood Heaven 〜Seventh Heaven〜" Sad wings (2013) - Macaulay
- "Ogata's lover - dancer" (2013)
- Samurai banka III ~Last Samurai code J.~ (2013) - Irie Souzaburou
- "Yowamushi pedal - Inter High Chapter ~ The First Result" (2013) - Yasutomo Arakita
- 30-DELUX The Remake Theater "Destiny" (2013) - Rose
- Gokujo Bungaku "The Ascension of K, or K's Drowning" (2013) - Reader
- Musical "Hakuouki" HAKU-MYU LIVE (2014) - Nagumo Kaoru
- Life of an amorous man (2014) - Enno Sho
- Saiyuuki Kagekiden - God Child (2014) - Genjyo Sanzo
- "Yowamushi Pedal - Inter High Chapter ~ The Second Order" (2014) - Yasutomo Arakita
- Honky Tonk Blues Sleepless Nights Chapter 2 ~ Resurrection (2014) - Kakeru
- The Butterfly Effect Chronicle 〜Blood Heaven Final Tale〜 "Innocent World" (2014) - Macaulay
- "K" (2014) - Fushimi Saruhiko
- Margarita - The angels of Sengoku era (2014) - Nakaura Julian
- "Yowamushi pedal - Hakone Academy Chapter ~ The Beast's Awakening" (2014) - Yasutomo Arakita
- "My social status plan" (2014) - Alfred
- Saiyuuki Kagekiden - Burial (2015) - Genjyo Sanzo
- "Yowamushi Pedal -  Inter High Chapter ~ The WINNER" (2015) - Yasutomo Arakita
- The eraser in my head 7th letter (2015) - Kosuke
- Honky Tonk Blues Sleepless Nights Chapter 2 ~Leap (2015) - Kakeru
- Sengoku BASARA vs Devil May Cry (2015) - Dante
- Saiyuuki Kagekiden - Reload (2015) - Genjyo Sanzo
- Maboroshi no shiro - Sengoku's beautiful madness (2015) - Ukita Hideie
- Super Danganronpa 2 THE STAGE - Goodbye Despair Academy (2015) - Komaeda Nagito
- Earth's Art Neoline Sacred Creation (2015) - Special guest appearance
- "Noragami - Kami to negai" (2015) - Yato
- Boku no River-ru (2016) - Vincent van Gogh
- History Tame Live ~ first part (2016)
- Touken Ranbu - Burning Honnouji" (2016) - Mikazuki Munechika
- Sin of Sleeping Snow (2016) - Yamagata Masakage
- Sannin kichisa (2016) - Ojoukichisa
- Honky Tonk Blues Sleepless Nights Chapter 2 - Miracle (2016) - Kakeru
- AZUMI - Sengoku version (2016) - Ukiha
- "Touken Ranbu - Burning Honnouji - Reprise"  (2016) - Mikazuki Munechika
- "Noragami - Kami to Kizuna" (2017) - Yato
- Super Danganronpa 2 THE STAGE 2017 - Komaeda Nagito
- "Touken Ranbu - Giden - Atatsuki no Dokuganryuu" (2017) - Mikazuki Munechika
- Honky Tonk Blues Sleepless Nights Chapter 3 - Awakening (2017) - Kakeru
- History Tame Live ~ second part (2017)
- "Rengoku ni Warau" (2017) - Ishida Sakichi
- "Touken Ranbu - Joden Mitsuraboshi Katana gatari" (2017) - Mikazuki Munechika (cameo)
- Seven Souls in the Skull Castle - Season Moon (2017-2018) - Tenmao
- "The eraser in my head" (2018) - Kosuke
- "Touken Ranbu - Hiden yui no me no hototogisu" (2018) - Mikazuki Munechika
- Boku wa Asu, Kinō no Kimi to Dēto Suru (2018) - Takatoshi Minamiyama
- "No. 9 - Immortal melody" (2018) - Nikolaus Johann Beethoven
- "Dororo" (2019) - Hyakkimaru
- "Psycho-Pass" (2019) - Kusen Haruto
- Saiyuuki Kagekiden - Darkness (2019) - Genjyo Sanzo
- Little Shop of Horrors (2020) - Seymour Krelborn

### Series web
- Kafka's Tokyo Despair Diary (2019) como Kafka